# ルーマニアワイン

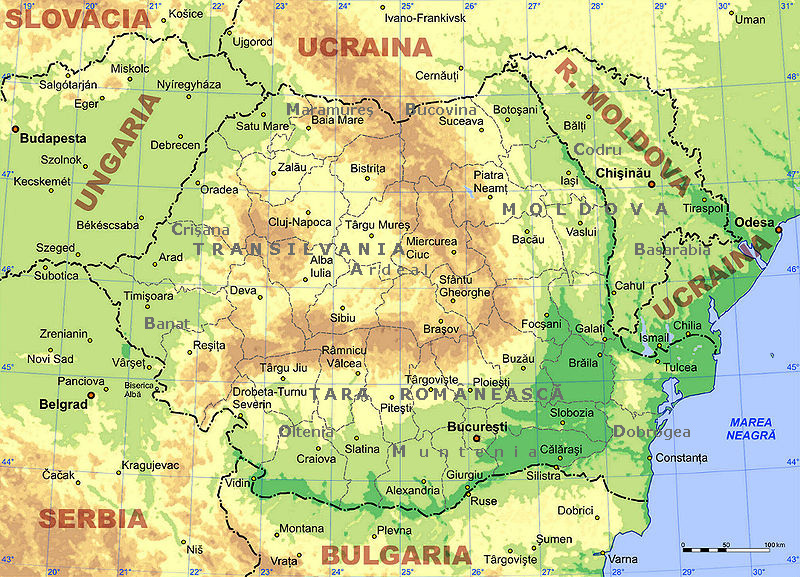
ルーマニア全図。隣接国はウクライナ、モルドバ共和国、ブルガリア共和国、セルビア共和国、ハンガリー共和国。東側は黒海に面している。

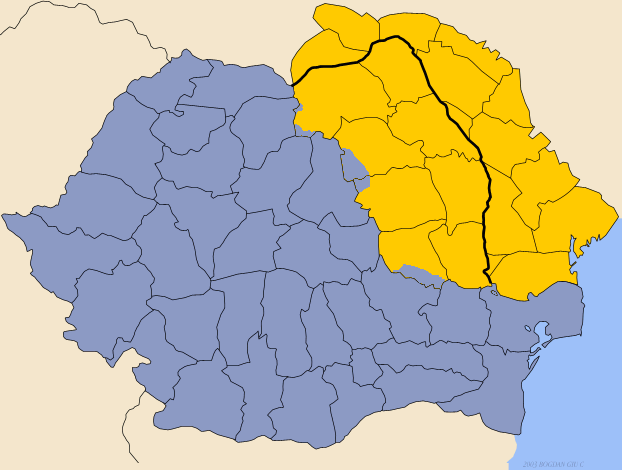
黄色部分はモルダヴィア。ルーマニア側、モルドバ共和国側ともにワイン生産が盛んに行われる。

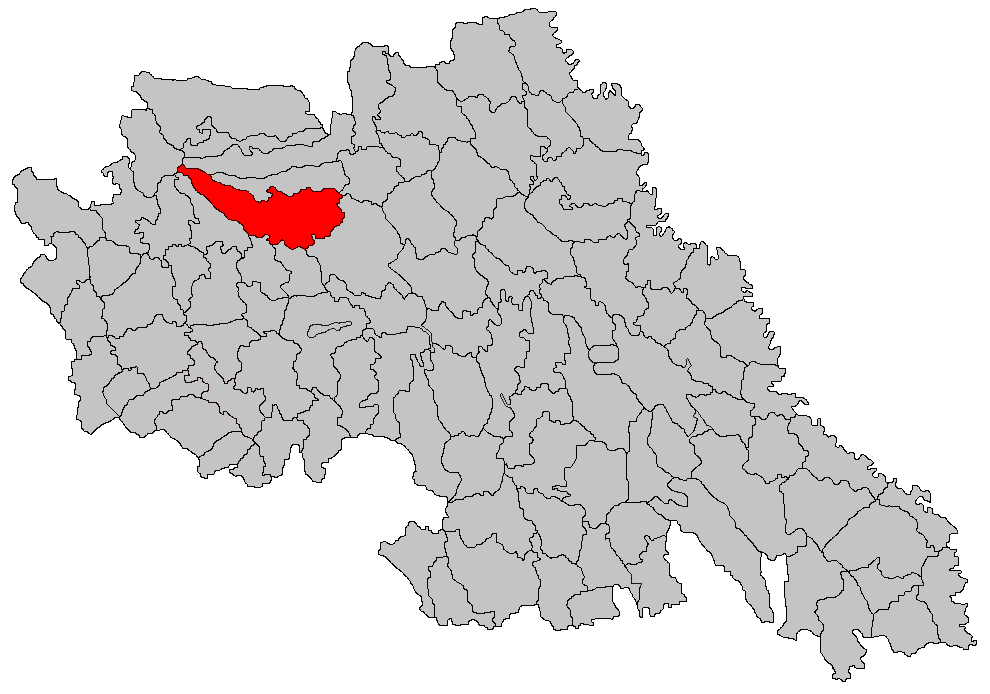
モルダヴィアヤシ県全図。赤い表示がコトナリ（:en:Cotnari）。ヤシ県はルーマニア側モルダヴィア8地区の右上から2番目の地区。

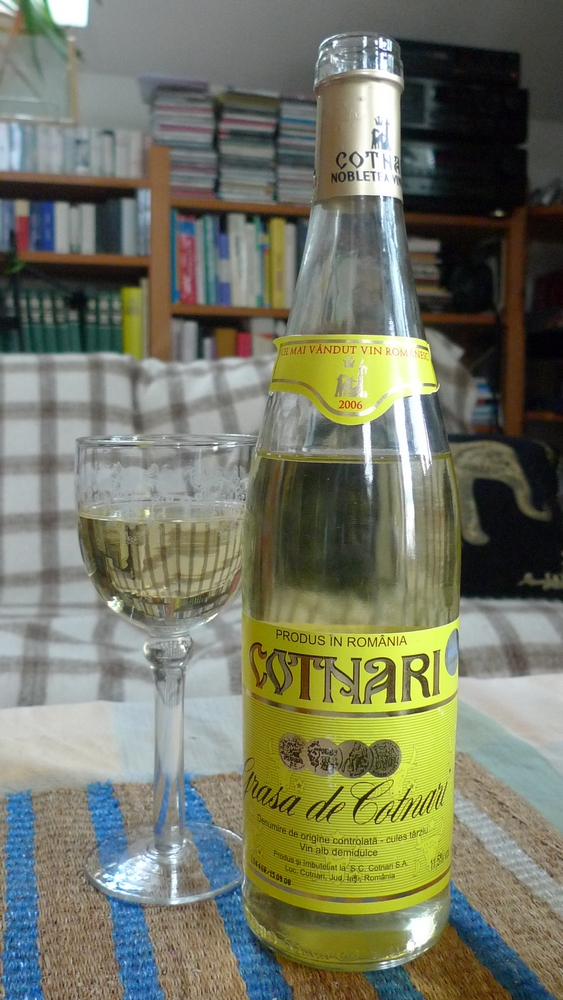
ルーマニアの大手ワインメーカー、コトナリワイナリーの甘口白ワイン「グラサ・デ・コトナリ（:en:Grasă de Cotnari）」。写真は2006年産ブドウのワイン、1,000mlあたり糖分約50g。

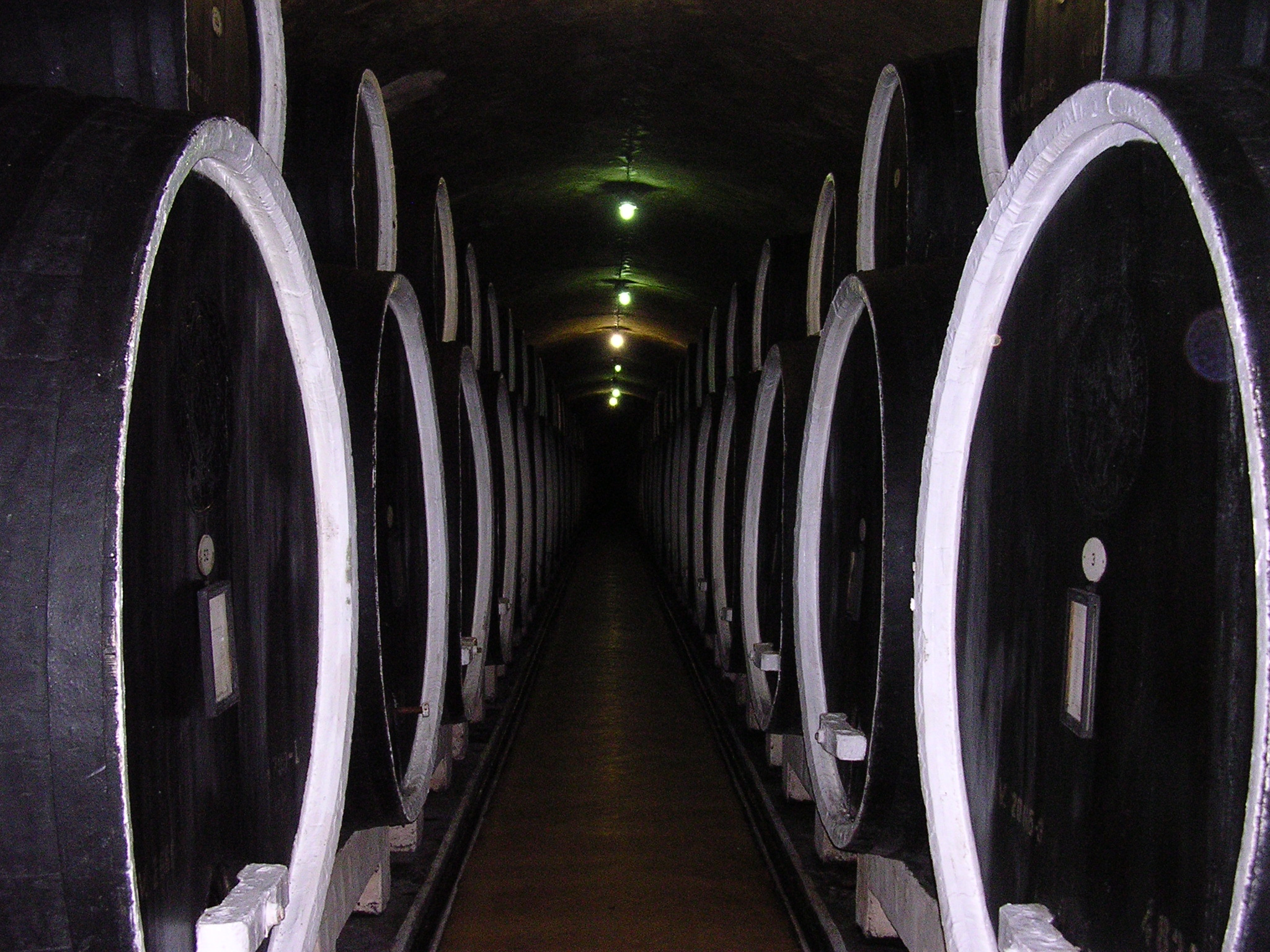
コトナリ地方のワイン貯蔵庫。ディミトリ・カンテミアの『モルダビア史実禄』によると、ルーマニアではワイン貯蔵庫は地下深いほどよい。

ルーマニアワインは、ルーマニア産のワイン。

## 概要
ルーマニアはヨーロッパ有数のワイン生産地である。21世紀初頭には、例年5,000hl前後のワインを生産し、国別ワイン生産量でギリシア、ハンガリーに並び、15位前後にある。最大の生産地は北東部のモルダヴィアで、国内のワイン生産量の3分の1を占める。モルダヴィアのヤシ県コトナリ（en:Cotnari）は、特によく知られた産地である。19世紀後半、フランスのパリでルーマニアワインが大流行した。1947年、ルーマニアは社会主義国家となり、ソ連の影響下に入った。その時代には国際市場から遠ざかり、ソ連圏の有力なワイン生産地として、ソ連へのワイン供給の役割を果たしていた。1960年代には、広大な面積の耕作地をブドウ畑に転換する計画が進められ、1990年代後半までにブドウ畑は25万ha増大した。ルーマニアの社会主義体制は1989年に終焉しており、以後再び国際市場で存在を知られることになった。
ルーマニア国民は90%以上がキリスト教徒であり（2009年現在）、中世には修道院や教会がワイン生産に携わっていた。その起源はさらにキリスト教以前の紀元前に遡ることが出来る。5,000年から6,000年前のワインの容器も発見されている。紀元前、ルーマニアの位置する地域はダキアと呼ばれていた。ダキアの王ストラボは、編史『地理学』で、ダキア人にとってワインは水よりも大事であると記している。紀元前1世紀、ローマ皇帝ブレビスタが、ブドウ栽培を禁止してダキア人を屈服させようとしたことがあった。
気候はワイン生産に適した気候の一つ大陸性気候である。夏が暑く、降水量が少ない。その傾向は黒海沿岸部で顕著である。国土の中央は、カルパティア山脈が走り、山脈の内側トランシルヴァニアは高原地帯となり、それらの地域では暑さが和らいでいる。

## 生産地域

### モルダヴィア
ルーマニアワイン生産量の3分の1を占めるルーマニア最大の生産地モルダヴィアは、北部が白ワイン、南部が赤ワインを中心に生産している。地勢の大部分は平原である。中北部ヤシ県コトナリ（en:Cotnari）のワイン「コトナリ（en:Grasă de Cotnari）」は、貴腐化した甘口の白ワインである。「モルダヴィアの真珠」と評される。コトナリは、1889年フランスのパリ博覧会で最高賞の獲得がある。

### ワラキア
ワラキア（バラキア）は赤ワインが多い。ディアルマーレ（en:Dealu Mare）地方はルーマニアの赤ワインの中心地である。ムンテニアの丘ではソ連の影響下で甘口の赤ワインを生産していた。ソ連終焉以降、修正がなされている。

### トランシルヴァニア
トランシルヴァニアは高原地帯で、暑く熟したブドウであるよりは、爽やかな仕上がりになる。白ワインの生産が中心である。西部はハンガリーワインと系統が近い。

### ドブロジャ
黒海沿岸ドブロジャ（ドブルージャ）は、ルーマニアで最も温暖である。赤ワインと白ワイン共に生産され、ムルファトラー（en:Murfatlar）地域の赤ワイン「ムルファトラー」は代表的な銘柄である。